# وزیر آموزش ایالات متحده آمریکا
وزیر آموزش ایالات متحده آمریکا (انگلیسی: United States Secretary of Education) ریاست وزارت آموزش ایالات متحده آمریکا را برعهده دارد
لیندا مک‌من وزیر کنونی آموزش ایالات متحده آمریکا است که از ۳ مارس ۲۰۲۵ و با تأیید سنای ایالات متحده، این سمت را برعهده گرفته است.

## فهرست وزیران آموزش
احزاب
      حزب دموکرات
      حزب جمهوری‌خواه
| No. | پرتره              | نام                    | ایالت اقامت     | قبول پست        | ترک پست         | رئیس‌جمهور(ان) | رئیس‌جمهور(ان) |
| --- | ------------------ | ---------------------- | --------------- | --------------- | --------------- | ------------- | ------------- |
| ۱   |                    | Shirley M. Hufstedler  | کالیفرنیا       | ۳۰ نوامبر ۱۹۷۹  | ۲۰ ژانویه ۱۹۸۱  |               | جیمی کارتر    |
| ۲   |                    | Terrel H. Bell         | یوتا            | ۲۲ ژانویه ۱۹۸۱  | ۲۰ ژانویه ۱۹۸۵  |               | رونالد ریگان  |
| ۳   |                    | William J. Bennett     | نیویورک         | ۶ فوریه ۱۹۸۵    | ۲۰ سپتامبر ۱۹۸۸ |               | رونالد ریگان  |
| ۴   |                    | Lauro F. Cavazos       | تگزاس           | ۲۰ سپتامبر ۱۹۸۸ | ۱۲ دسامبر ۱۹۹۰  |               | رونالد ریگان  |
| ۴   | جرج هربرت واکر بوش | Lauro F. Cavazos       | تگزاس           | ۲۰ سپتامبر ۱۹۸۸ | ۱۲ دسامبر ۱۹۹۰  |               |               |
| ۵   |                    | لامر الکساندر          | تنسی            | ۲۲ مارس ۱۹۹۱    | ۲۰ ژانویه ۱۹۹۳  |               |               |
| ۶   |                    | Richard W. Riley       | کارولینای جنوبی | ۲۱ ژانویه ۱۹۹۳  | ۲۰ ژانویه ۲۰۰۱  |               | بیل کلینتون   |
| ۷   |                    | Roderick R. Paige      | تگزاس           | ۲۰ ژانویه ۲۰۰۱  | ۲۰ ژانویه ۲۰۰۵  |               | جرج دبلیو بوش |
| ۸   |                    | مارگرت اسپلینگز        | تگزاس           | ۲۰ ژانویه ۲۰۰۵  | ۲۰ ژانویه ۲۰۰۹  |               | جرج دبلیو بوش |
| ۹   |                    | آرنی دانکن             | ایلینوی         | ۲۱ ژانویه ۲۰۰۹  | ۱ ژانویه ۲۰۱۶   |               | باراک اوباما  |
| -   |                    | جان کینگ جونیور (کفیل) | نیویورک         | ۱ ژانویه ۲۰۱۶   | ۲۰ ژانویه ۲۰۱۷  |               | باراک اوباما  |